# Сенхаджи, Янис
Янис Сенхаджи Чекхауи (исп. Yanis Senhadji Chikhaoui; род. 5 января 2005, Сан-Фелиу-де-Льобрегат, Каталония) — испанский футболист алжирского происхождения, полузащитник клуба «Тенерифе».

## Клубная карьера
Сенхаджи — воспитанник клубов «Корнелья», «Сант-Андреу», «Калавера» и «Бетис». 1 октября 2023 года в поединке против дублёров «Севильи» игрок дебютировал за дублирующий состав последних в Втором дивизионе Испании. Летом 2024 года Сенхаджи на правах аренды перешёл в «Тенерифе».

## Международная карьера
В 2024 году в составе юношеской сборной Испании Сенхаджи принял участие в юношеском чемпионате Европы в Северной Ирландии. На турнире он сыграл в матчах против сборных Дании, Турции, Италии и дважды Франции. В поединке против французов Дани забил гол.

## Достижения
Сборная Испании (до 19 лет)
- Победитель чемпионата Европы (до 19 лет): 2024